# Noelia Oncina
Noelia Oncina Moreno, född 9 november 1976, är en spansk handbollsspelare. Hon var efter spelarkarriären tränare för BM Morvedres seniorlag.

## Klubblagskarriär
Noelia Oncina tränade handboll på Colegio Europa i Malaga. Hon började sin professionella karriär i CB Femenino Málaga Costa del Sol. Hon spelade sedan för flera klubbar och avslutade karriären i BM Sagunto och hade Cristina Mayo Santamaría som tränare där. Hon vann två ligatitlar i sin karriär 2002 och 2005, och ett stort antal cuptitlar.

## Landslagskarriär
Noelia Oncina debuterade i landslaget den 23 januari 1999 i ett kval till VM 1999. Hon deltog vid Olympiska sommarspelen 2004 i Aten, där det spanska laget nådde kvartsfinal, och slutade 6:a i turneringen. Hon var kapten för det spanska laget vid Europamästerskapet i handboll för damer 2008, där Spanien nådde finalen, efter att ha besegrat Tyskland i semifinalen. Det var Spaniens första vunna medalj i damhandboll. Hon har gjort 406 mål och ligger med detta på 10:e plats av dem som gjort flest mål i det spanska laget. Hon har spelat 174 matcher i landslaget.